# Eleonora (księżniczka belgijska)
Eleonora, księżniczka Belgii, właśc. fr. Eléonore Fabiola Victoria Anne Marie (ur. 16 kwietnia 2008 w Anderlechcie) – księżniczka Królestwa Belgii, czwarte dziecko, a druga córka króla Belgów Filipa i jego żony, królowej Matyldy. Jest 4. w linii sukcesji do belgijskiego tronu. 

## Pochodzenie
Urodziła się 16 kwietnia 2008 roku, o godzinie 4:50 rano w szpitalu Erasmus w Brukseli, w chwili urodzenia ważyła 3,210 kg i mierzyła 50 cm. Ma starszą o siedem lat siostrę, Elżbietę, i dwóch braci: Gabriela i Emanuela, starszych odpowiednio o pięć i trzy lata. Jest 12. wnuczęciem króla Alberta II i królowej Paoli, a szóstym płci żeńskiej. 
Podobnie jak jej rodzeństwo została ochrzczona w kaplicy zamku Ciergnon w Houyet, w belgijskich Ardenach, przez Godfried Danneelsa, arcybiskupa Mechelen-Brukseli. Jej rodzicami chrzestnymi są księżniczka Wiktoria Szwedzka, księżna Klara Belgijska i hrabia Sébastien von Westphalen zu Fürstenberg. Jest czwarta w linii sukcesji do tronu Belgii, za bratem Emanuelem, a przed ciotką Astrid.

## Życiorys
Początkowo uczęszczała do Sint-Jan Berchmanscollege w Brukseli. Od 2020 roku uczęszcza do Heilig-Hartcollege w Tervuren. Wraz z rodzicami i braćmi mieszka na Zamku Królewskim Laeken.

## Życie prywatne
Księżniczka Eleonora włada biegle językiem francuskim, niderlandzkim i angielskim. Gra na skrzypcach oraz uprawia pływanie, narciarstwo, żeglarstwo, tenis i aikido.

## Genealogia
| Prapradziadkowie                       | Król Belgów Albert I Koburg (1875-1934) ∞1900 Elżbieta Wittelsbach (1876-1965) | Karol Bernadotte (1861-1951) ∞1897 Ingeborg Glücksburg (1878-1958)             | Fulco VII Beniamino Tristano Ruffo di Calabria (1848-1901) ∞1877 Laura Mosselman du Chenoy (1851-1925) | Augusto Gazelli di Rossana e di Sebastiano (1855-1937) ∞1897 Maria Rignon (1858-1930)          | Fulco IV Antonio Ruffo di Calabria (1801-1848) ∞1835 Maximilien Francois d' Udeken d’Acoz (1861-1921) ∞1884 Marie van Eyll (1863-1935) | Clement Paul van Outryve d'Ydewalle (1876-1942) ∞1897 Madeleine Marie de Thibault de Boesinghe (1876-1931) | Michał Komorowski (1875-1950) ∞1904 Maria Zaborowska (1875-1953)                    | Adam Zygmunt Sapieha (1892-1970) ∞1918 Teresa Sobańska (1891-1975)                  |
| Pradziadkowie                          | Król Belgów Leopold III Koburg (1901-1983) ∞1926 Astrid Bernadotte (1905-1935) | Król Belgów Leopold III Koburg (1901-1983) ∞1926 Astrid Bernadotte (1905-1935) | Fulco Ruffo di Calabria (1884-1946) ∞1919 Luisa Gazelli di Rossana e di Sebastiano (1896-1989)         | Fulco Ruffo di Calabria (1884-1946) ∞1919 Luisa Gazelli di Rossana e di Sebastiano (1896-1989) | Charles d’Udekem d’Acoz (1885-1968) ∞1933 Suzanne van Outryve d’Ydewalle (1898-1983)                                                   | Charles d’Udekem d’Acoz (1885-1968) ∞1933 Suzanne van Outryve d’Ydewalle (1898-1983)                       | Leon Michał Korczak Komorowski (1907-1992) ∞1942 Zofia Sapieha-Kodeńska (1919-1997) | Leon Michał Korczak Komorowski (1907-1992) ∞1942 Zofia Sapieha-Kodeńska (1919-1997) |
| Dziadkowie                             | Król Belgów Albert II Koburg (1934) ∞1959 Paola Ruffo di Calabria (1937)       | Król Belgów Albert II Koburg (1934) ∞1959 Paola Ruffo di Calabria (1937)       | Król Belgów Albert II Koburg (1934) ∞1959 Paola Ruffo di Calabria (1937)                               | Król Belgów Albert II Koburg (1934) ∞1959 Paola Ruffo di Calabria (1937)                       | Patrick d’Udekem d’Acoz (1936-2008) ∞1971 Anna Maria Korczak Komorowska (1946)                                                         | Patrick d’Udekem d’Acoz (1936-2008) ∞1971 Anna Maria Korczak Komorowska (1946)                             | Patrick d’Udekem d’Acoz (1936-2008) ∞1971 Anna Maria Korczak Komorowska (1946)      | Patrick d’Udekem d’Acoz (1936-2008) ∞1971 Anna Maria Korczak Komorowska (1946)      |
| Rodzice                                | Filip I Koburg (ur. 1960) ∞1999 Matylda d'Udekem d'Acoz (ur. 1973)             | Filip I Koburg (ur. 1960) ∞1999 Matylda d'Udekem d'Acoz (ur. 1973)             | Filip I Koburg (ur. 1960) ∞1999 Matylda d'Udekem d'Acoz (ur. 1973)                                     | Filip I Koburg (ur. 1960) ∞1999 Matylda d'Udekem d'Acoz (ur. 1973)                             | Filip I Koburg (ur. 1960) ∞1999 Matylda d'Udekem d'Acoz (ur. 1973)                                                                     | Filip I Koburg (ur. 1960) ∞1999 Matylda d'Udekem d'Acoz (ur. 1973)                                         | Filip I Koburg (ur. 1960) ∞1999 Matylda d'Udekem d'Acoz (ur. 1973)                  | Filip I Koburg (ur. 1960) ∞1999 Matylda d'Udekem d'Acoz (ur. 1973)                  |
| Eleonora Koburg (ur. 16 kwietnia 2008) |                                                                                |                                                                                | |                                                                                                | | |                                                                                     |                                                                                     |